# Cachoeiras de Macacu
Cachoeiras de Macacu é um município brasileiro situado na Região Metropolitana do Rio de Janeiro. Localiza-se às margens da rodovia RJ-116. Sua população em 2024 era de 59 837 habitantes.
Os nativos de Cachoeiras de Macacu são chamados de cachoeirense e macacuano.
Cachoeiras de Macacu era dividida em três distritos: Cachoeiras de Macacu, distrito que abrigava a sede municipal; Japuíba, onde se situavam, ao longo da rodovia RJ-116, Papucaia e Japuíba, os dois principais núcleos urbanos do município (à exceção da sede); e Subaio, distrito rural cortado pela rodovia RJ-122. Porém, em 2015, a Lei Complementar 0039/2015 transformou Cachoeiras de Macacu em município de distrito único, cujo todo território passou a denominar-se distrito-sede.

## História
A ocupação portuguesa nas margens do rio Macacu se iniciou em 1567 após a derrota dos Tamoios que viviam na região.  O nome do rio é uma referência ao macacu, uma árvore da qual se extraía tinta e era abundante na região. Em 1647 foi criada no local a freguesia de Santo Antônio de Caceribu, que foi elevada a vila em 1697, e passou a se chamar Santo Antônio de Sá.
A fundação de Santo Antonio de Sá foi escolhida em 1953 como a data de fundação de Cachoeiras de Macacu, no entanto, foi atribuída na ocasião o dia de 15 de maio de 1679 como data de fundação da vila, que é historicamente equivocada, considerando que a mesma foi criada em 5 de agosto de 1697.
Entre 1829 e 1833, as febres do Macacu, uma epidemia de malária que atingiu a região, resultou na elevação a vila da Freguesia de São João de Itaboraí, e a divisão de Santo Antônio de Sá em três freguesias, a sede, São José da Boa Morte e Santíssima Trindade.
Em 1856, a freguesia da Santíssima Trindade altera o seu nome para Santíssima Trindade de Sant’Ana de Macacu, e com a extinção de Santo Antônio de Sá em 1877, foi anexada ao Porto das Caxias, em Itaboraí. Em 1898, Sant’Ana passou a ser chamada de Sant’Ana de Japuíba. O local adotaria o nome atual, Cachoeiras de Macacu, em 1923, sendo elevada à categoria de cidade em 1929.
Esta função se perdeu no pós-guerra, quando o ramal ferroviário de Nova Friburgo foi desativado nos anos 1960, e gerou-se uma séria decadência social, cultural e econômica que ainda se reflete hoje, somada aos fatos políticos gerados pelo Regime Militar, que pressionou os agricultores e trabalhadores da Estrada de Ferro Leopoldina.
Houve uma mudança significativa no município na década de 1940, com experiências de distribuição de terras para colonos deslocados das áreas de citricultura da Baixada Fluminense. Estes se estabeleceram em Japuíba e Papucaia, e na primeira metade do século XX chegaram em Papucaia e na Fazenda Funchal (assim chamada para não confundir com a cidade de Funchal, em Portugal) os imigrantes japoneses que se dedicam à agricultura até hoje, principalmente à fruticultura.

## Geografia

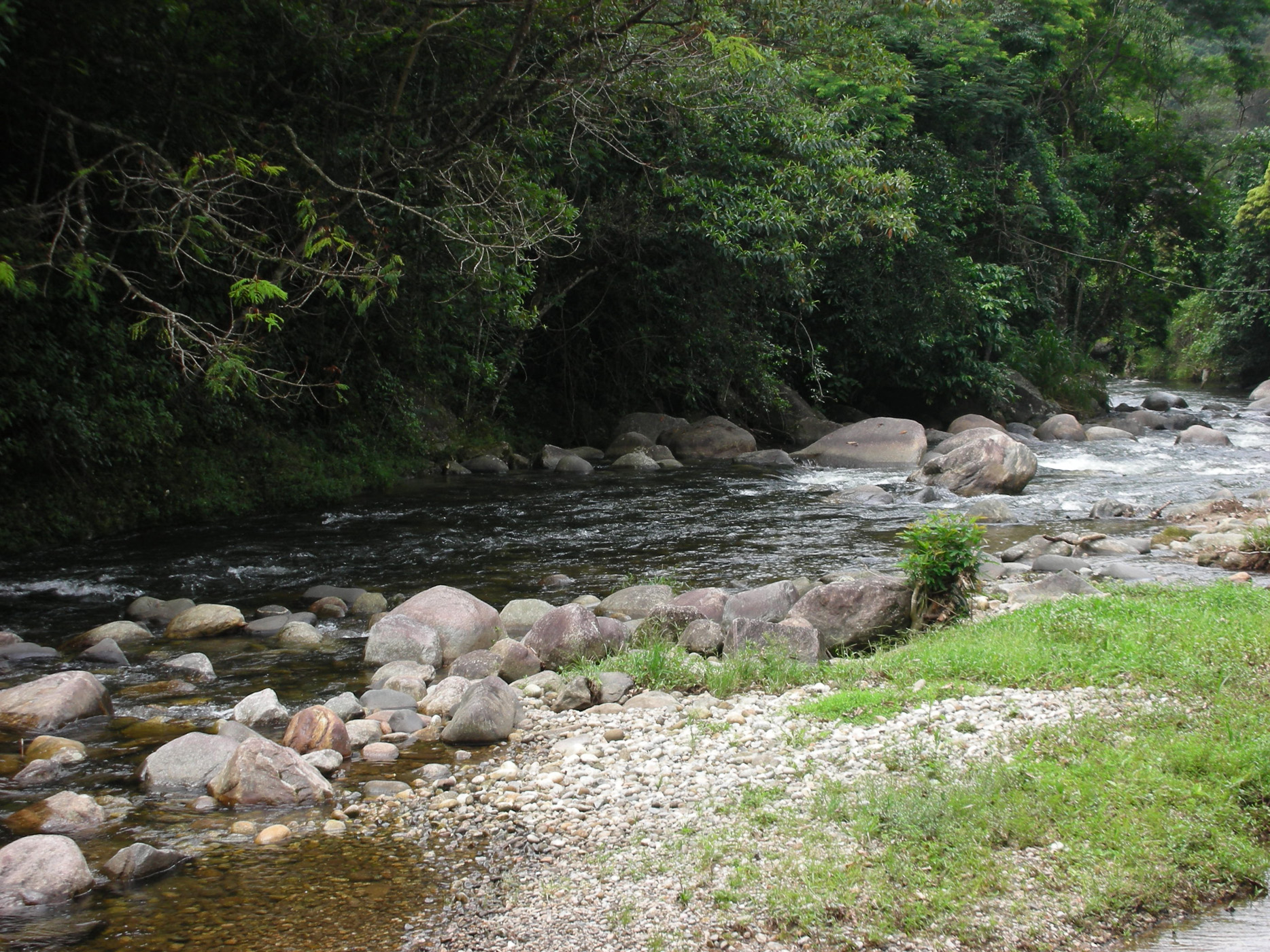
Rio Macacu

Cachoeiras de Macacu está localizada na região metropolitana do estado do Rio de Janeiro ,estando distante a 112.70 quilômetros da capital estadual, Rio de Janeiro. Situa-se a  22° 27' 46" S de latitude sul e 42° 39' 10" de longitude oeste. Possui uma área de 954,749 quilômetros quadrados.
De acordo com a divisão regional vigente desde 2017, instituída pelo IBGE, o município pertence às Regiões Geográficas Intermediária do Rio de Janeiro e Imediata de Rio Bonito. Até então, com a vigência das divisões em microrregiões e mesorregiões, fazia parte da microrregião de Macacu-Caceribu, que por sua vez estava incluída na mesorregião Metropolitana do Rio de Janeiro.
O bioma de Cachoeiras de Macacu é a Mata Atlântica.

## Distritos
O município tem três distritos: Cachoeiras de Macacu, Japuíba e Subaio.

## População
Segundo o Censo 2022 do Instituto Brasileiro de Geografia e Estatística (IBGE), a população de Cachoeiras de Macacu é de 56 943 habitantes, ocupando a posição 35º no Rio de Janeiro. Houve um aumento de 4,66%. Mais dados da população abaixo:
- Censo (2022): 56 943
- Censo (2010): 54 273[32]
- Censo (2000): 48 543[33]
- Censo (1991): 40 208[34]

Conforme se vê, o Censo de 1991, 2000, 2010 e 2022 foi onde o município registrou a maior população na Nova República.

### População (estimativa)
De acordo com a estimativa de 2024 do IBGE, a população do município era de 59 837 habitantes.59.837

### População urbana, rural e por sexo
- População urbana (2010): 46 944
- População rural(2010): 7 329
- População masculina (2010): 27 062
- População feminina (2010): 27 211[32]

## Economia

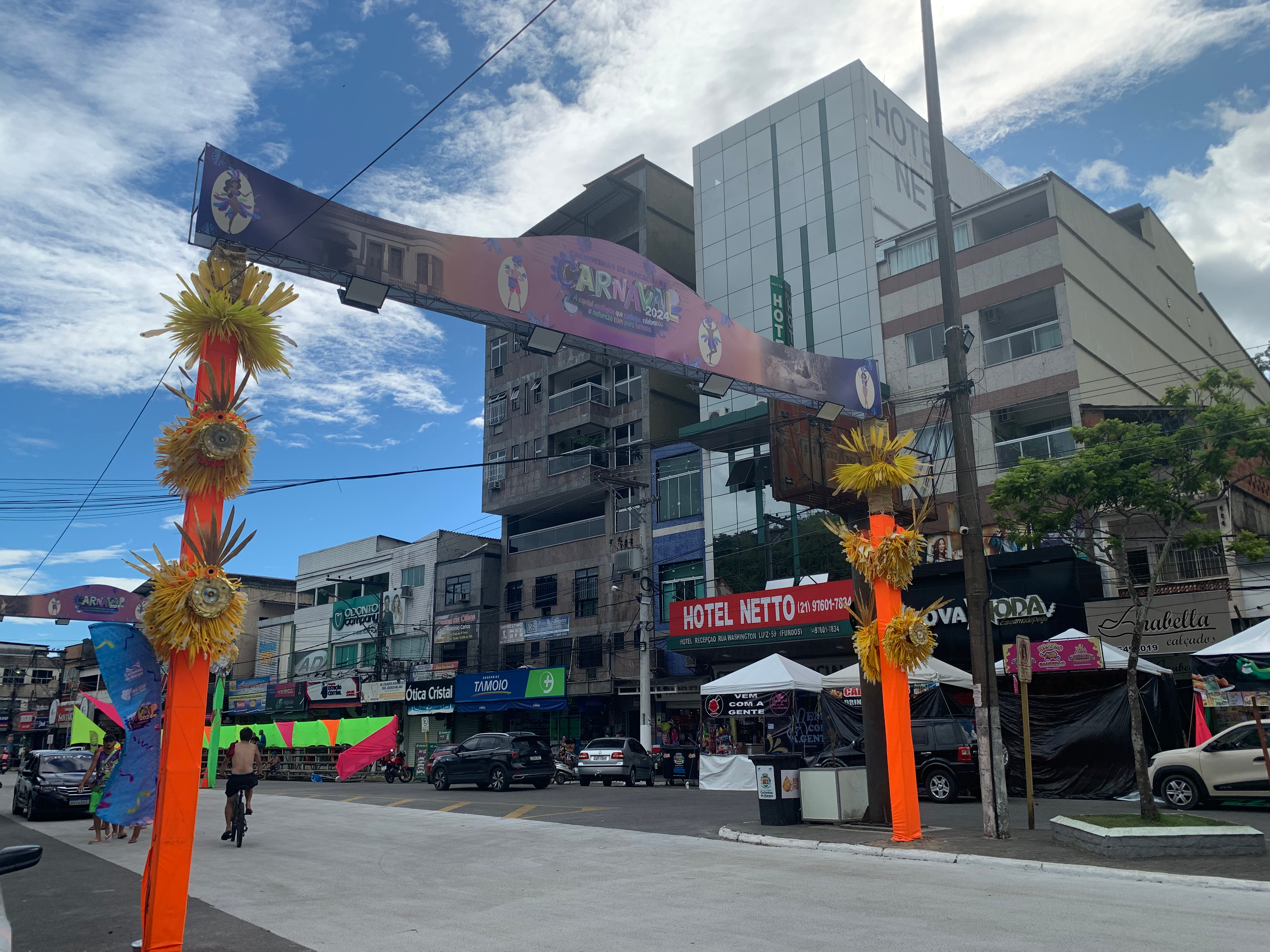
Avenida Floriano Peixoto, centro de comércio e principal avenida de Cachoeiras de Macacu

Segundo o Instituto Brasileiro de Geografia e Estatística (IBGE), em 2021, o município tinha um produto interno bruto (PIB) de R$ 1.305 mil. Seu PIB per capita, em 2021, era de R$ 21,8 mil, ocupando 92º no estado e 5570º no Brasil
Na agricultura, o município se destaca na produção de Goiabas.
Atualmente, a cidade conta com quatro agências bancárias.
A administração pública é a que mais emprega em Cachoeiras de Macacu.

### Empresas

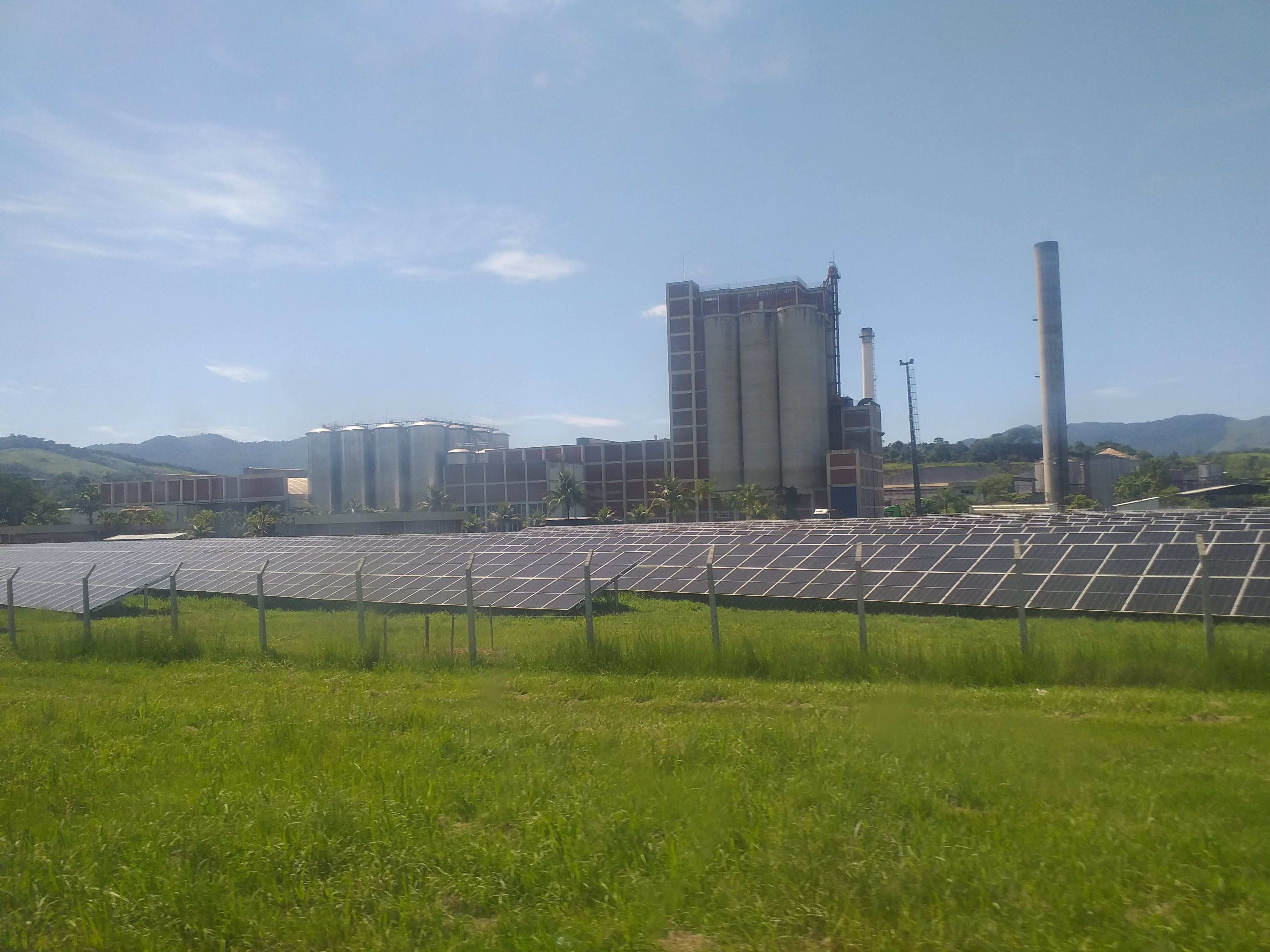
Cervejaria Ambev na RJ-122

Cachoeiras de Macacu conta de 3.281 empresas ativas. As empresas mais comuns no município são as dos setores de serviços, comércio varejista, alimentos, logística e transporte, restaurantes, indústrias da transformação, construção e manufatura, o setor de Empresas de Serviços no estado ocupa na primeira posição com um pouco mais de 1.546

## Educação
Cachoeiras de Macacu tem 54 escolas: 9 estaduais, 33 municipais, 42 de ensino fundamental e 12 particulares. A taxa de escolarização estava em 98,4% de (6 a 14 anos) em 2010, segundo o IBGE. Em 2021, o município contava com 449 docentes no ensino fundamental e 181 no ensino médio.

## Saúde
Em 2009, Cachoeiras de Macacu contava por 32 estabelecimentos de saúde. O município tem apenas um hospital.
Com relação à mortalidade infantil, o município tinha 14,41 óbitos por mil nascidos vivos em 2020, segundo o IBGE.

### Dengue
Em 2012, Cachoeiras de Macacu havia registrado 193 notificação de dengues, segundo o IBGE. Em 2024, houve apenas 1 caso de mortos por dengue.

## Criminalidade e segurança

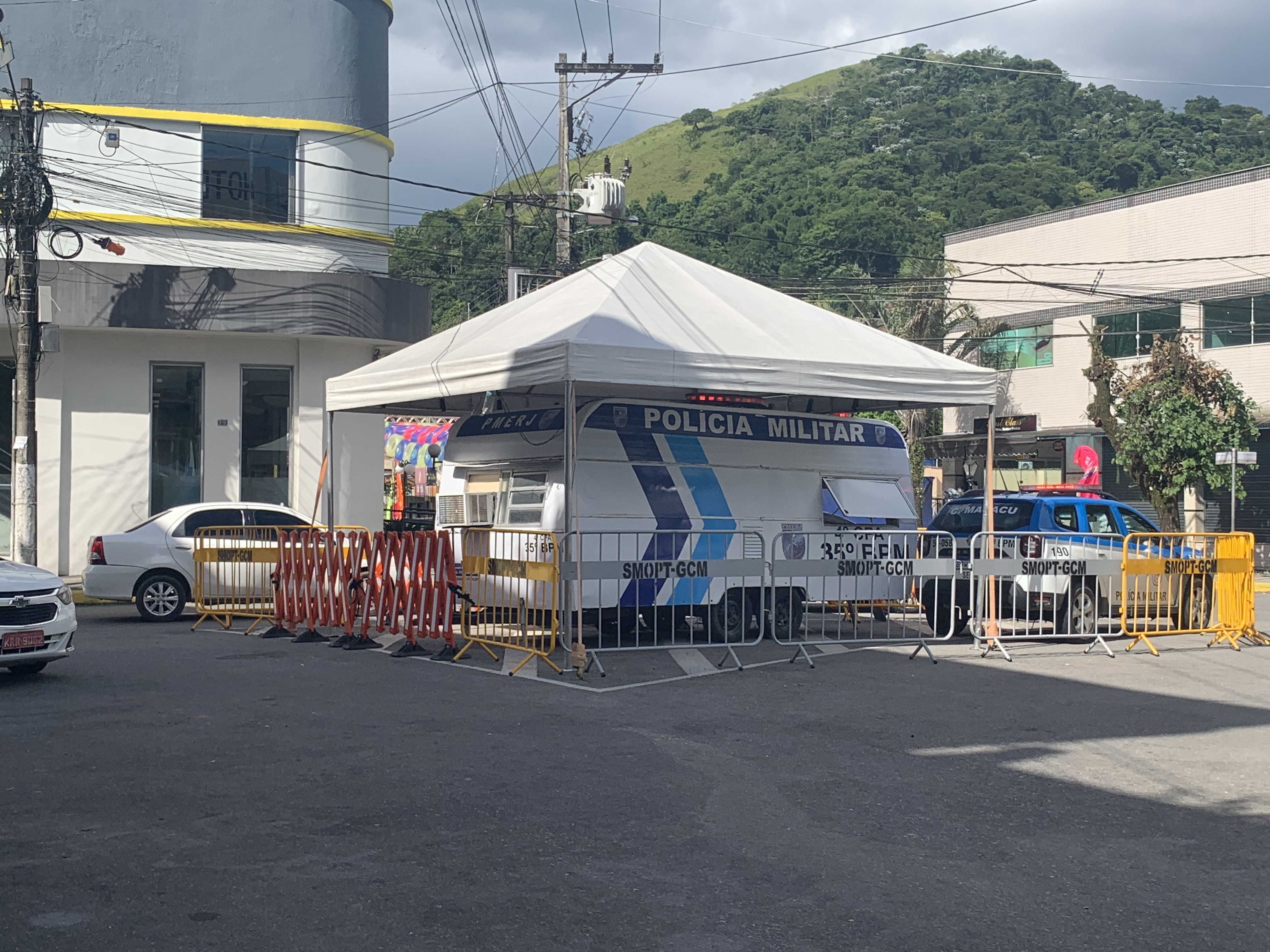
Posto da PMRJ

Em 2021, a taxa de agressões no município foi de 15,09 para cada 100 mil habitantes, o índice de suicídios naquele ano para cada 100 mil habitantes foi de 18,44, já em relação à taxa de óbitos por acidentes de transito, o índice foi de 18,44 para cada 100 mil habitantes.

## Transportes

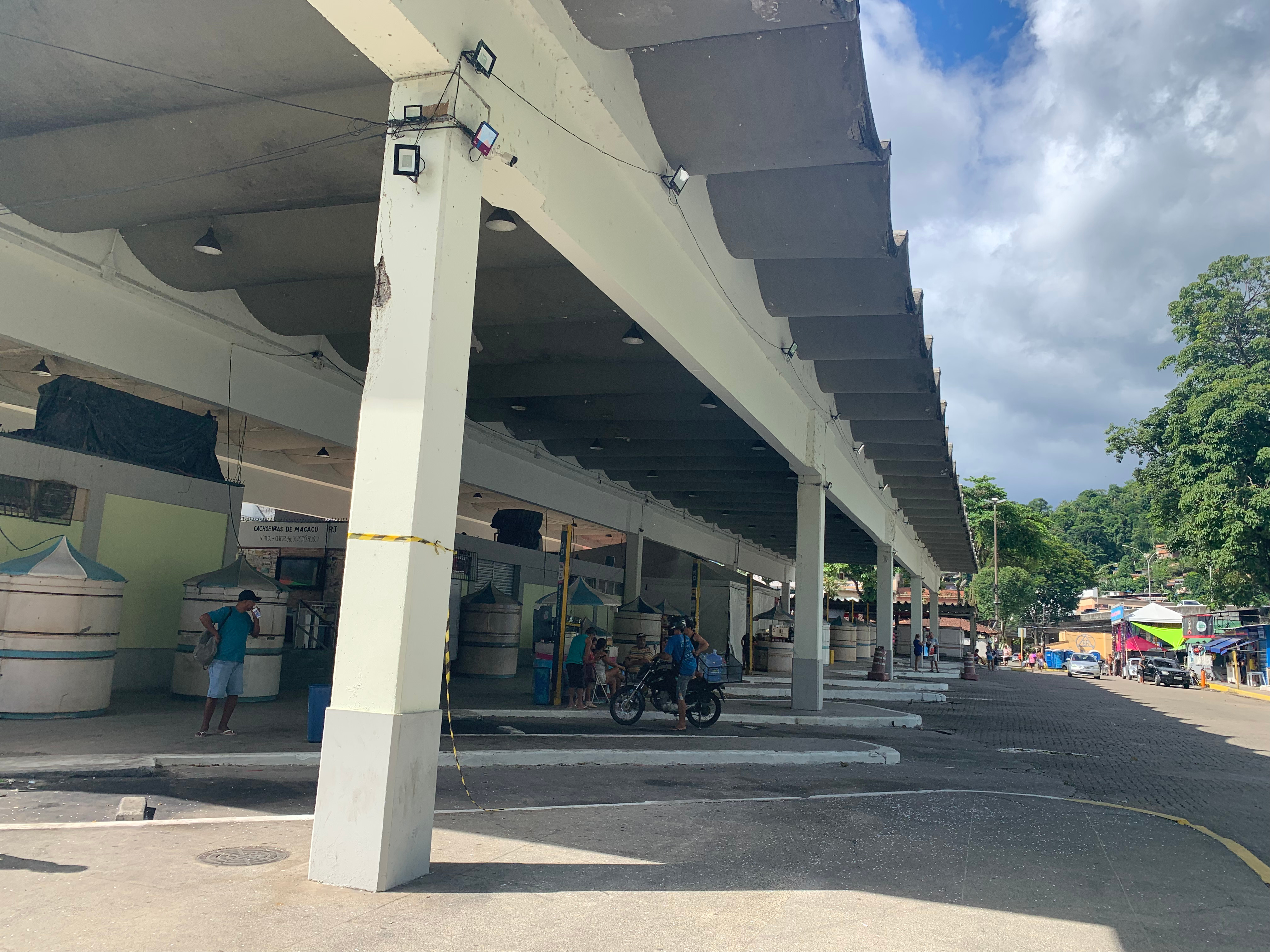
Terminal Rodoviário de Cachoeiras de Macacu

A cidade fica localizada às margens da RJ-116. Não há aeroporto.

### Veículos
Em 2022, Cachoeiras de Macacu teve uma frota de 28 236 veículos, sendo 15 535 automóveis, 1 053 caminhões, 1.026 caminhonetas, 5 841 motocicletas, 1 441 motonetas 206 utilitários, 61 ônibus, 247 micro-ônibus, 71 caminhões trator e 7 outros tipos de veículos sendo o automóvel mais utilizado.

### Terminal rodoviário
Cachoeiras de Macacu possui apenas um terminal rodoviário, localizado no centro da cidade. O terminal é servido por ônibus que fazem linhas rodoviárias operadas pela Auto Viação 1001, e linhas urbanas operadas pelas empresas 1001 (linha intermunicipal que liga Cachoeiras à Região Serrana) Rio Ita, Reginas (linhas intermunicipais intrametropolitanas) e Coletivo Guapiaçu (linha municipal). Também fazendo linhas urbanas, partem do terminal vans intermunicipais para a Central, no centro do Rio, e para Nova Friburgo, além de vans municipais para as localidades de Papucaia e Boca do Mato.

## Administração pública

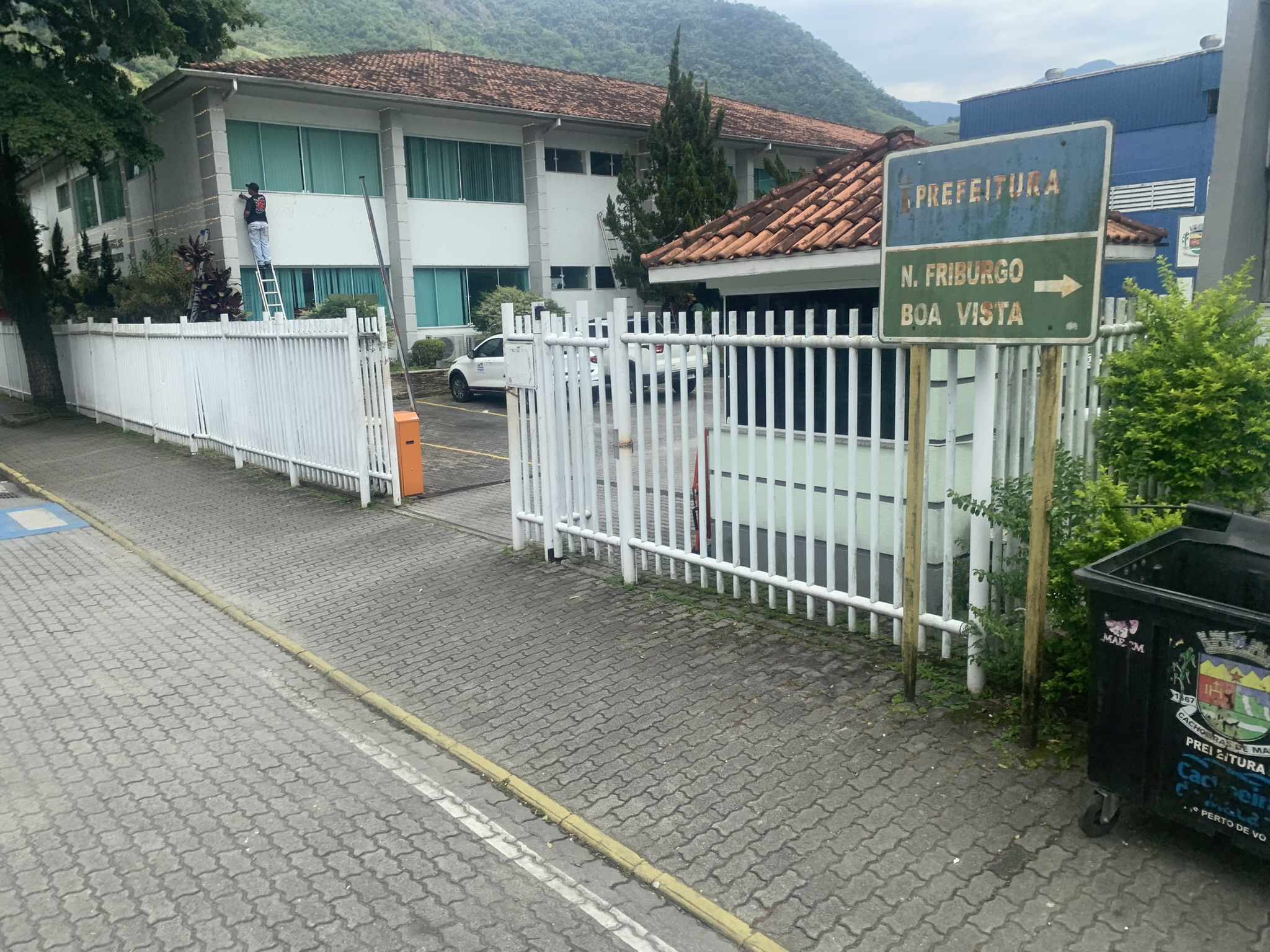
Prefeitura de Cachoeiras de Macacu em 29 de novembro de 2024

### Poder Legislativo e Executivo
O Poder Legislativo é representado pela câmara municipal, composta por quinze vereadores com mandato de 4 anos. Cabe aos vereadores na Câmara Municipal de Cachoeiras de Macacu, especialmente fiscalizar o orçamento do município, além de elaborar projetos de lei fundamentais à administração, ao Executivo e principalmente para beneficiar a comunidade.
A Prefeitura Municipal é liderada desde 2021 por Rafael Muzzi de Miranda (PP). A sede da Prefeitura é o Palácio Municipal Castello Branco, no tradicional bairro central do Campo do Prado.

## Esportes

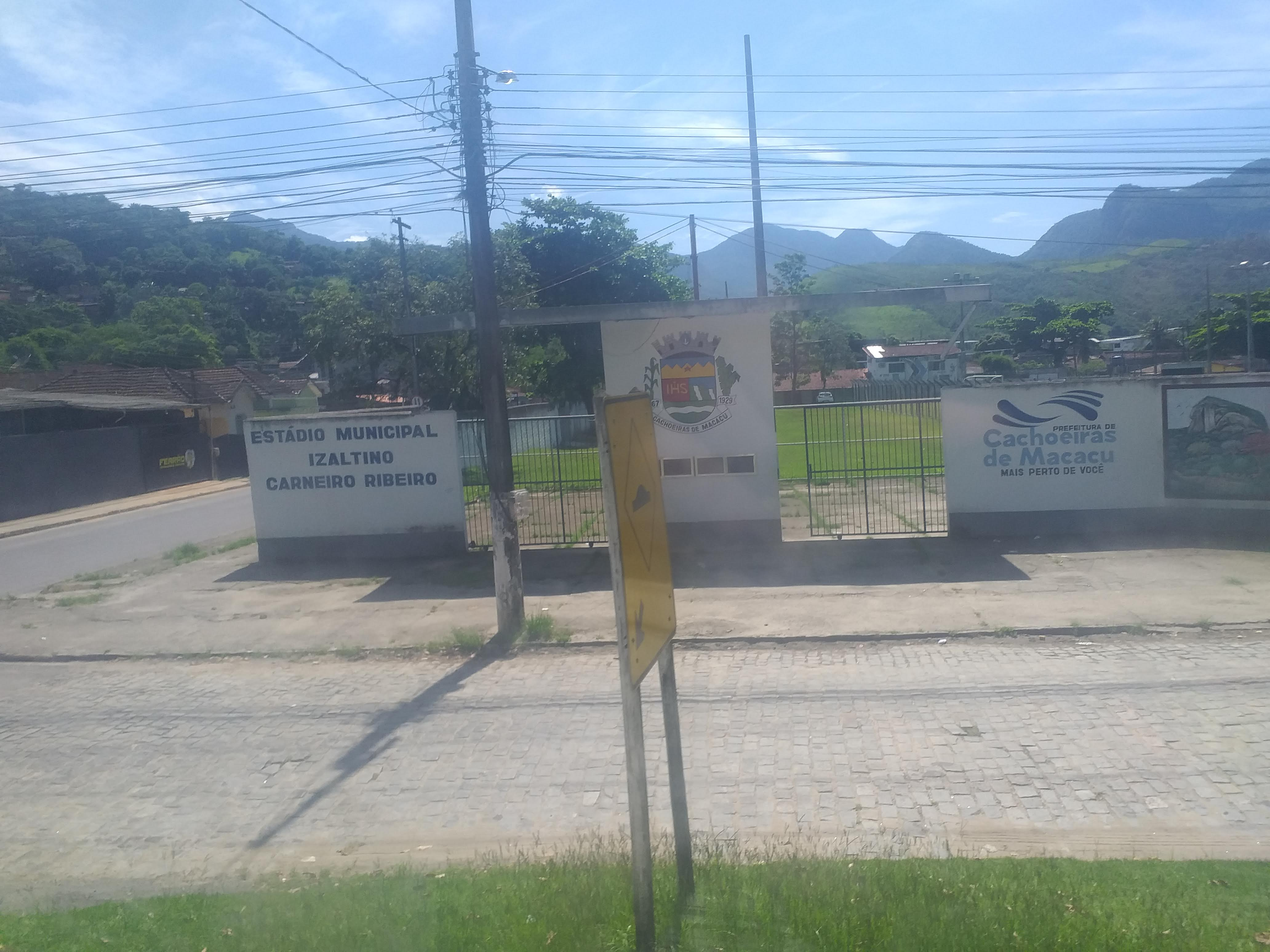
Estádio Municipal Izaltino Carneiro Ribeiro

O futebol é o principal esporte praticado na cidade. O município conta com um estádio municipal, um deles é o Estádio Municipal Izaltino Carneiro Ribeiro.

## Personalidades
Entre os macacuano ilustres estão:
- Manoel Anselmo da Silva (Futebolista)
- Manuel Dias de Oliveira (Pintor)
- Edwiges de Queirós (Advogado, juiz e político)
- Manuel de Valadão (Médico)

## Dados gerais
- Área: 954,749
- Bioma: Mata Atlântica.[58]
- População: 54 273 (Censo 2010); 56 943 (Censo 2022).
- População urbana: 46 944 (2010).[59]
- População rural: 7 944 (2010).[59]
- PIB: R$ 1.215 milhões (2020).[60]
- PIB per capita: R$ 20,4 mil (2020).[60]
- DDD: 021.[61]
- Rodovias de acesso: RJ-116 e RJ-122.[51]
- Distância entre o centro do município e a capital estadual: 98 km (condução); 75 km (linha reta).[62]
- Número de vereadores: 15.[63]

## Galeria de imagens

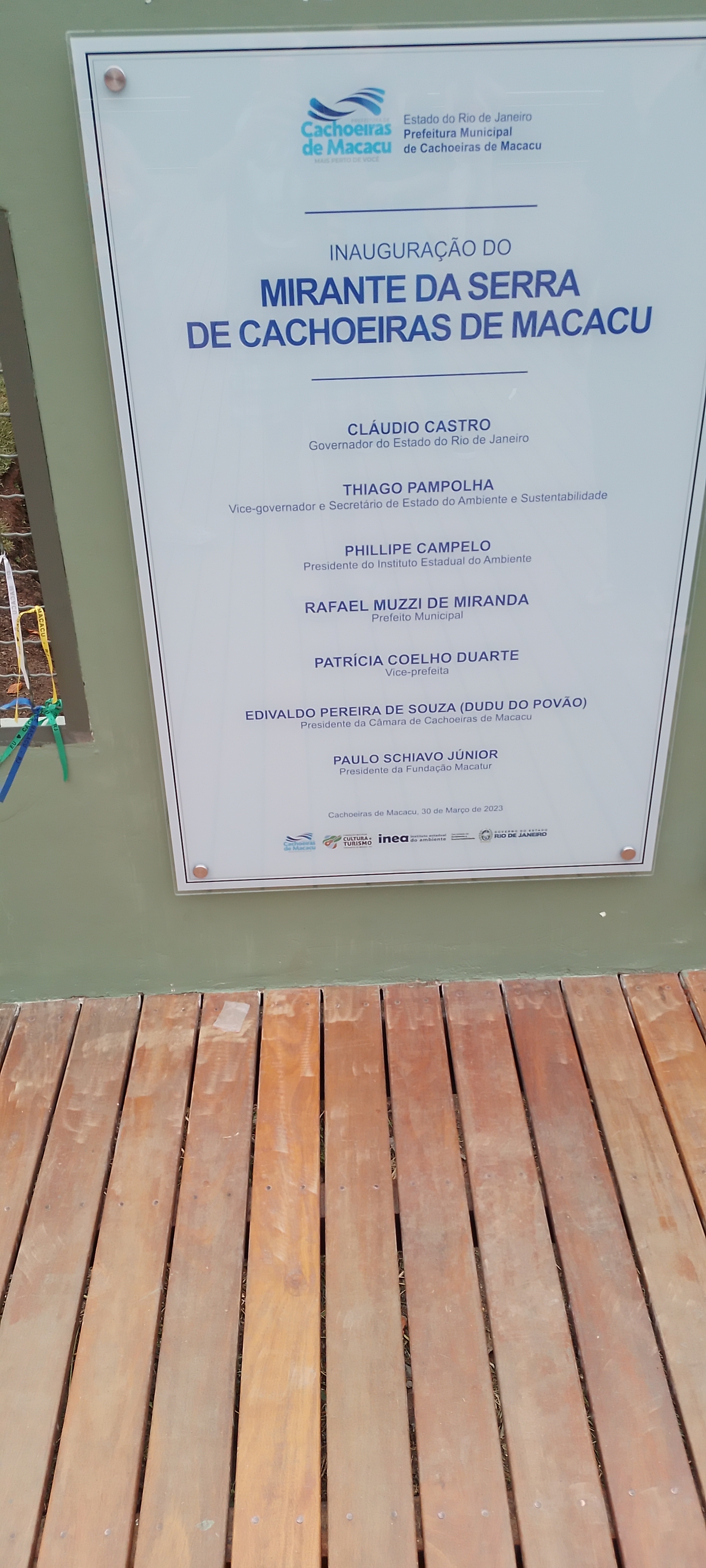
Placa de inauguração do Mirante da Serra, que aconteceu no dia 30 de março de 2023.
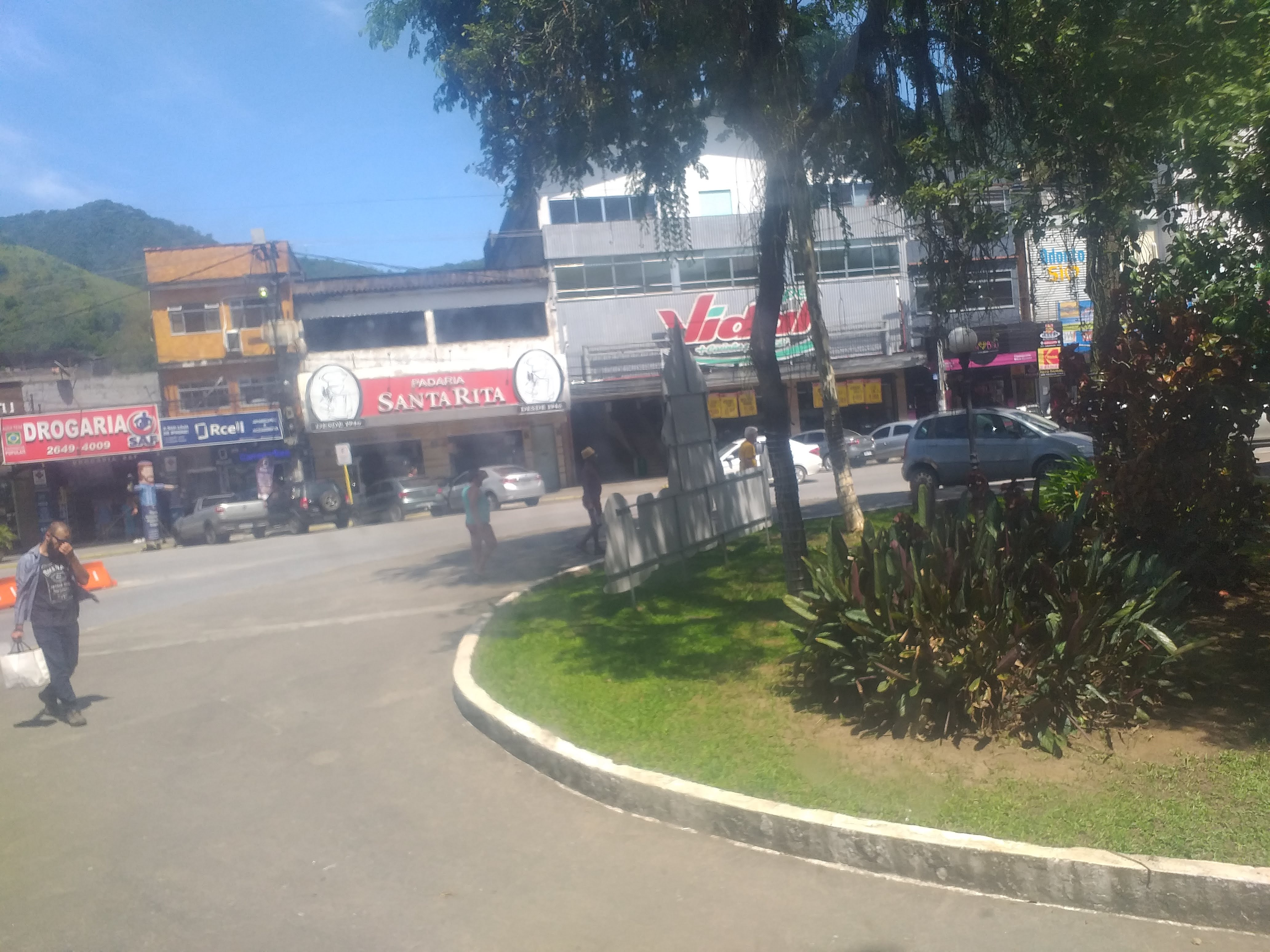
Avenida Floriano Peixoto, no centro da cidade
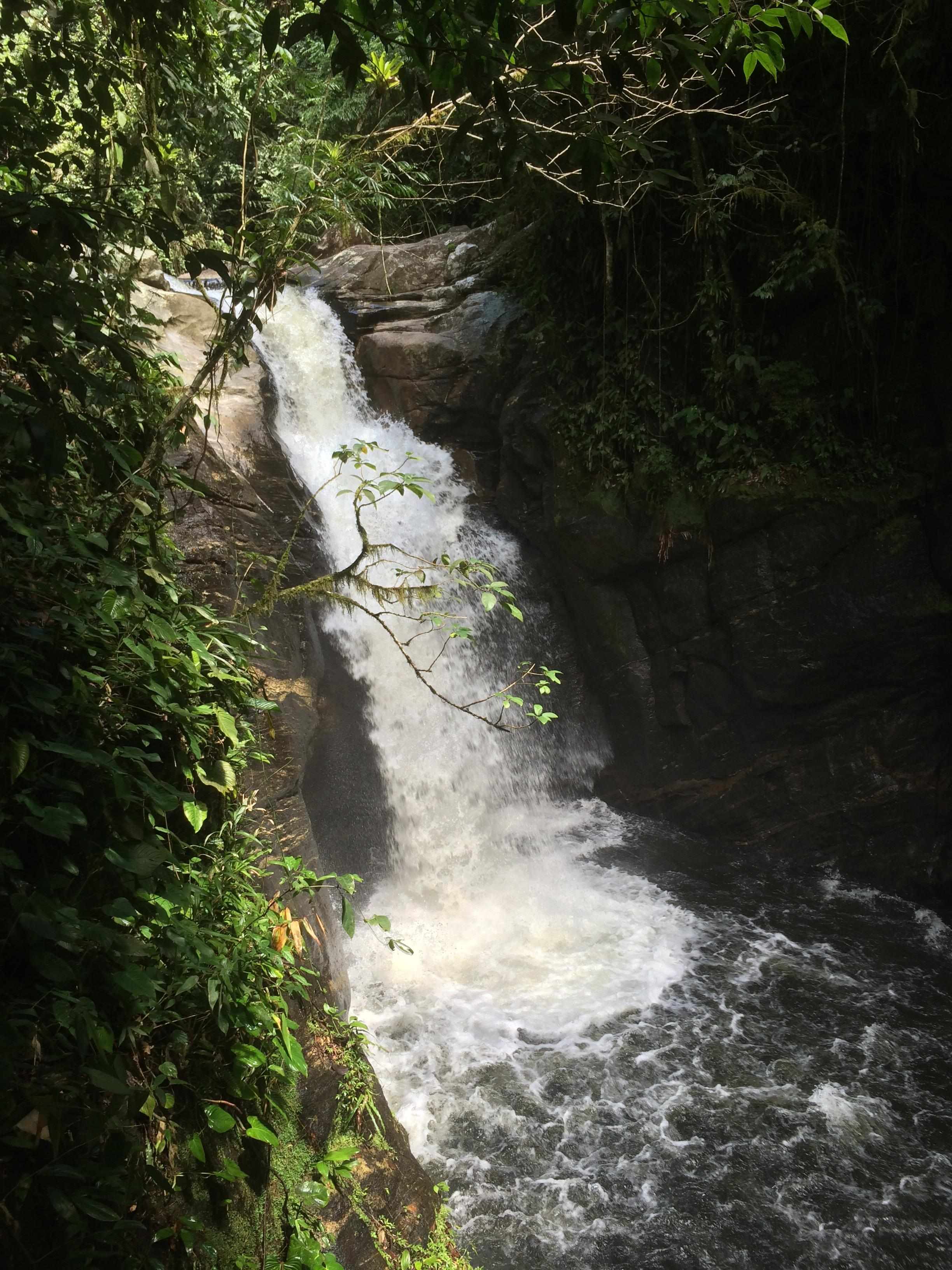
Cachoeira Tenebroso
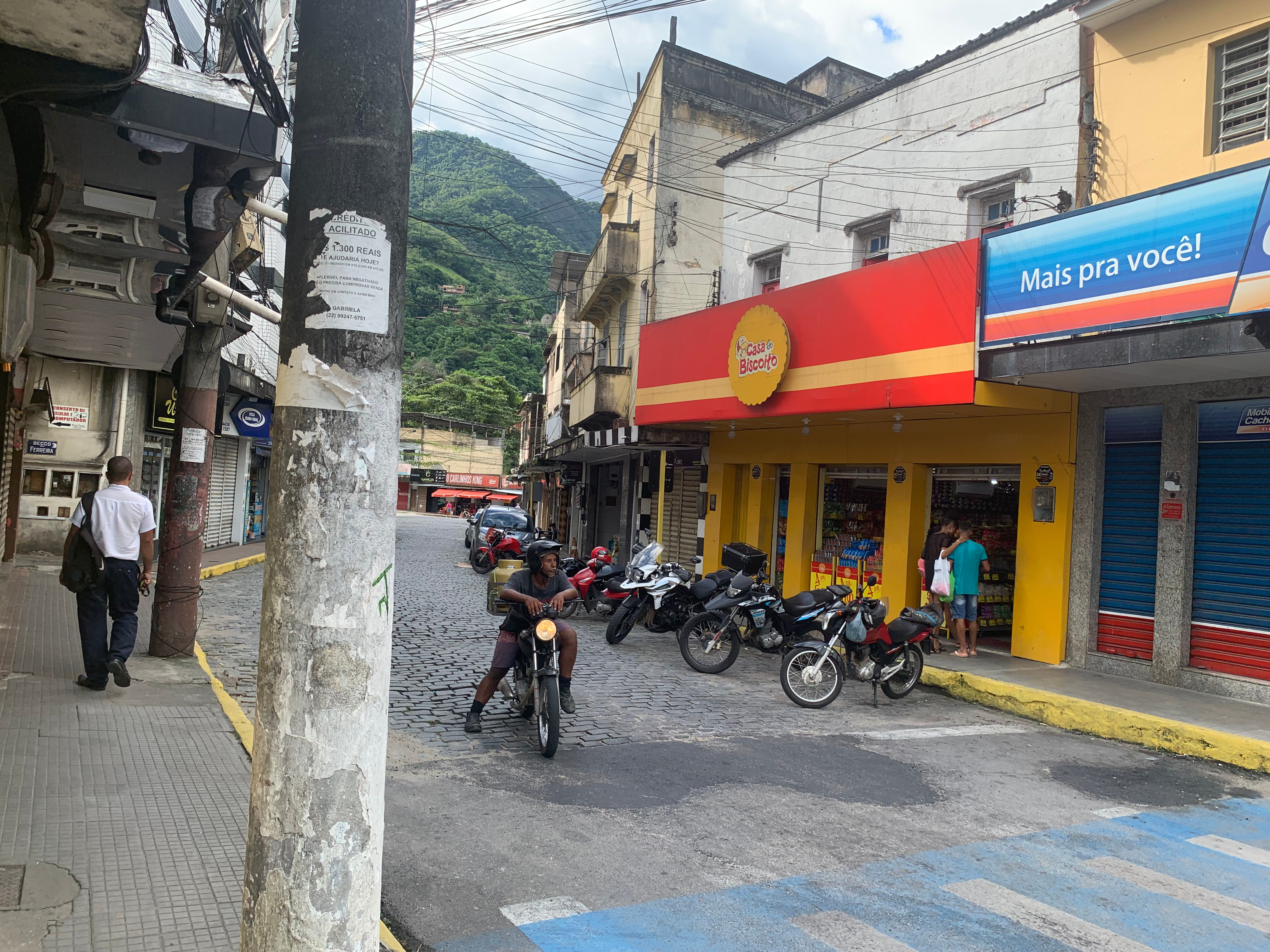
Rua Getúlio Vargas